# Dasyscyphus castaneus
Dasyscyphus castaneus är en svampart som beskrevs av Graddon 1977. Dasyscyphus castaneus ingår i släktet Dasyscyphus och familjen Hyaloscyphaceae.   Inga underarter finns listade i Catalogue of Life.